# Bác Ái, Tiêu Tác
Bác Ái (chữ Hán giản thể:博爱县, âm Hán Việt: Bác Ái huyện) là một huyện thuộc địa cấp thị Tiêu Tác, tỉnh Hà Nam, Cộng hòa Nhân dân Trung Hoa. Huyện Bác Ái nằm ở chân núi phía nam của Thái Hành Sơn, nơi giao nhau với tỉnh Sơn Tây. Huyện này có diện tích 492 kilômét vuông, dân số năm 2002 là 420.000 người. Mã số bưu chính của Bác Ái là 454450. Huyện lỵ đóng tại trấn Thanh Hoá. Huyện Bác Ái được chia thành 6 trấn, 3 hương.
- Trấn: Thanh Hóa, Hứa Lương, Nguyệt Sơn, Dương Miếu, Bách Sơn, Ma Đầu và Hiếu Kính.
- Hương: Kim Thành, Tô Gia Tác và Trại Khoát.